# Manuela Sancho
Manuela Sancho y Bonafonte (1783, Plenas-1863, Zaragoza) fue una de las heroínas de la Guerra de la Independencia en los Sitios de Zaragoza durante los años 1808 y 1809.
Nació en Plenas en 1783 y murió en Zaragoza en 1863. Se casó tres veces. En el primer sitio de Zaragoza actuó como proveedora y en el segundo luchó activamente. En 1808 participó por la contención del ejército francés, por las calles Puerta Quemada (actual calle Heroísmo), Pabostre (hoy en su honor, llamada Manuela Sancho), Coso Bajo y en el convento de San José. Mencionada con honores por Palafox el 3 de enero de 1809 debido a su defensa del convento de San José, recibió el Escudo de distinción, lo cual le proporcionó una pensión de 2 reales a partir de 1815.
Actualmente sus restos descansan en la Iglesia de Nuestra Señora del Portillo, junto con los de Casta Álvarez y Agustina de Aragón.
La ciudad que la vio combatir decidió dar su nombre a una calle situada en el casco antiguo.